# Kevin Sharp
Kevin Grant Sharp (* 10. Dezember 1970 in Redding, Kalifornien; † 19. April 2014 in Fair Oaks, Kalifornien) war ein amerikanischer Country-Sänger, Autor und Motivationsredner.

## Leben
Sharp machte bereits in früher Jugend Musik. 1989 diagnostizierten die Ärzte bei ihm Knochenkrebs und gaben ihm keine hohe Lebenserwartung. Nach einer Chemotherapie ging der Krebs zurück, und Sharp nahm Demotapes auf. 1996 unterschrieb er einen Plattenvertrag bei Asylum Records. Sein Debüt-Album Measure of a Man erschien im November 1996, und die daraus ausgekoppelte Single Nobody Knows hielt sich vier Wochen an der Spitze der Billboard-Country-Single-Charts. Das Album wurde mit Gold für über 500.000 verkaufte CDs ausgezeichnet. 1997 folgten die Top-5-Hits She's Sure Taking It Well und If You Love Somebody.
Mit seinem Album Love Is aus dem Jahr 1998 und den daraus ausgekoppelten Singles Love Is All That Really Matters und If She Only Knew konnte Sharp nicht mehr an seine Anfangserfolge anknüpfen. In den folgenden Jahren trat er zwar weiter als Sänger auf, arbeitete aber auch als Motivationsredner und als Sprecher für die Make-A-Wish-Foundation. Seine Erfahrungen mit der Krebserkrankung verarbeitete er 2004 in dem Buch Tragedy's Gift: Surviving Cancer – The Kevin Sharp Story. Ein musikalischer Comeback-Versuch 2005 scheiterte. Sharp starb im April 2014 im Alter von 43 Jahren an Komplikationen nach einer Magenoperation.

## Diskografie

### Alben
| Jahr | Titel            | Höchstplatzierung, Gesamtwochen, AuszeichnungChartplatzierungen (Jahr, Titel, Platzierungen, Wochen, Auszeichnungen, Anmerkungen) | Höchstplatzierung, Gesamtwochen, AuszeichnungChartplatzierungen (Jahr, Titel, Platzierungen, Wochen, Auszeichnungen, Anmerkungen) | Anmerkungen |
| Jahr | Titel            | US | Country | Anmerkungen |
| ---- | ---------------- | --- | --- | ----------- |
| 1996 | Measure of a Man | US40 Gold · (36 Wo.)US | Country4 (78 Wo.)Country |             |
| 1998 | Love Is          | — | Country38 (10 Wo.)Country |             |

Weitere Alben
- 2005: Make a Wish

### Singles
| Jahr | Titel Album                                | Höchstplatzierung, Gesamtwochen, AuszeichnungChartsChartplatzierungen (Jahr, Titel, Album, Platzierungen, Wochen, Auszeichnungen, Anmerkungen) | Anmerkungen |
| Jahr | Titel Album                                | Country | Anmerkungen |
| ---- | ------------------------------------------ | --- | ----------- |
| 1996 | Nobody Knows Measure of a Man              | Country1 (22 Wo.)Country |             |
| 1997 | She’s Sure Taking It Well Measure of a Man | Country3 (21 Wo.)Country |             |
| 1997 | If You Love Somebody Measure of a Man      | Country4 (20 Wo.)Country |             |
| 1997 | There’s Only You Measure of a Man          | Country43 (13 Wo.)Country |             |
| 1998 | Love Is All That Really Matters            | Country51 (8 Wo.)Country |             |
| 1998 | If She Only Knew Love Is                   | Country61 (9 Wo.)Country |             |

Weitere Singles
- 2001: Beautiful People
- 2005: Your Love Reaches Me
- 2005: I Think I’ll Stay
- 2006: You Are the Reason Why
- 2006: God Bless the Children (mit Wayne Warner & The Nashville All-Star Choir)
- 2007: Make a Wish
- 2011: Let Me Rock You to Sleep